# Zamczysko (Zajęczyniec)
Zamczysko (słow. Zámčisko, 1099 m) – reglowe, całkowicie zalesione wzniesienie w słowackich Tatrach Zachodnich, znajdujące się pomiędzy Doliną Jałowiecką a Doliną Żarską. Stanowi zakończenie grzbietu Zajęczyńca. Na Zamczysku grzbiet rozdziela się na dwie odnogi; południowo-wschodnią zwaną Krzywe, tworzącą dolne prawe zbocza Krzywego Żlebu i południowo-zachodnią, tworzącą dolne lewe zbocza Skalistego Żlebu. Obydwie odnogi opadają do Kotliny Liptowskiej, na łąkę Laništé. Względna wysokość wierzchołka nad tą łąką wynosi około 220 m. Zamczysko zaznaczone jest również na polskiej mapie, jednak bez polskiej nazwy. Polską nazwę wzniesienia podaje Atlas satelitarny Tatry i Podtatrze, występuje w nim też polska nazwa łąki Laništé: Łaniszcze.